# David Hajdu

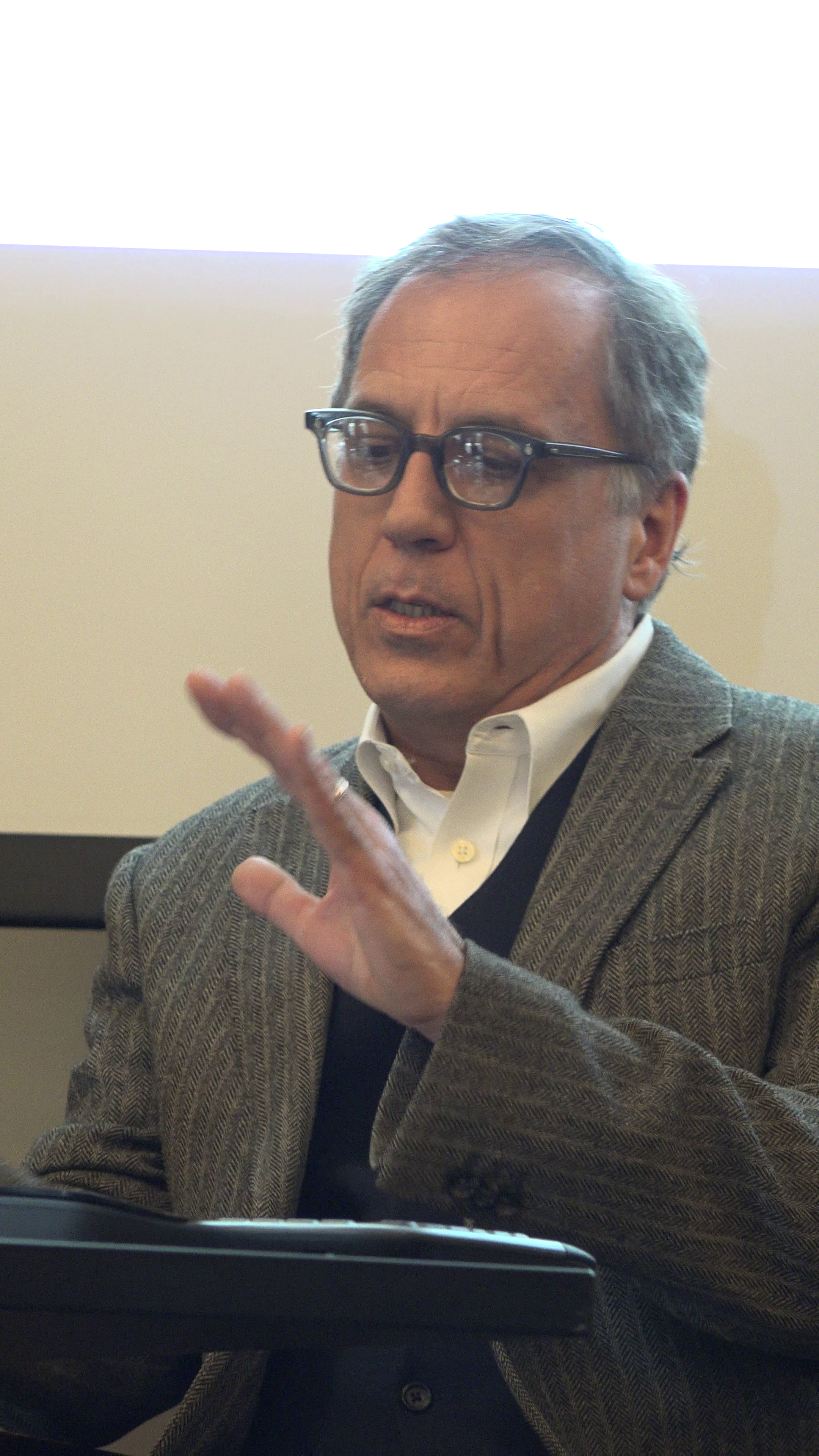
David Hajdu bei einer Veranstaltung an der Columbia University (2015)

David Hajdu (* 8. März 1955 in Phillipsburg, New Jersey) ist ein US-amerikanischer Musikjournalist, Musikkritiker, Schriftsteller und Hochschullehrer.

## Leben
Hajdu besuchte die Phillipsburg High School, an der er 1973 seinen Abschluss machte. Anschließend begann er an der New York University ein Studium des Journalismus, das er 1977 mit einem Bachelor of Arts beendete.
Danach arbeitete er für zahlreiche renommierte Zeitschriften als Musikkritiker, insbesondere für die Wochenzeitschrift The Nation.
Mehrere Jahre war er auch Professor an der Columbia University Graduate School of Journalism.
Seit 2010 ist er verstärkt als Songwriter und Librettist für Konzertmusik tätig. Songs mit seinen Texten sind seit 2013 auf fünf Alben erschienen und wurden von Künstlern wie Mary Foster Conklin, Hilary Kole, Jo Lawry, Kate McGarry, Marissa Mulder, Stacy Sullivan, Michael Winther und Karen Oberlin aufgeführt.
Im Oktober 2021 nominierte ihn US-Präsident Joe Biden für eine sechsjährige Amtszeit im National Endowment for the Humanities.

## Familie
David Hajdu ist mit der Sängerin Karen Oberlin (* 18. Juli 1966 in Syracuse) verheiratet. Das Paar hat drei Kinder.

## Auszeichnungen
Für seine Bücher, die überwiegend bei Farrar, Straus and Giroux erschienen, erhielt David Hajdu dreimal den Deems Taylor Award der American Society of Composers, Authors and Publishers (ASCAP).

## Bücher (Auswahl)
- Lush Life: A Biography of Billy Strayhorn, New York: Farrar, Straus and Giroux 1996; ISBN 978-0-374-19438-3
- Positively 4th Street: The Lives and Times of Joan Baez, Bob Dylan, Mimi Baez Fariña and Richard Fariña, New York 2001; ISBN 978-0-374-28199-1
- Love for Sale: Pop Music in America, New York: Farrar, Straus and Giroux 2016; ISBN 978-0-374-17053-0